# Pastor caucásico
El Pastor caucásico u Ovcharka (en ruso: кавказская овчарка, transliterado como kavkazskaya ovčarka) es una raza de perro moloso guardián de ganado originaria de las Montañas del Cáucaso. Es muy famosa en Rusia, Armenia, Azerbaiyán y Georgia como perro guardián de propiedades, cazador de lobos y guardián de prisiones.

## Aspecto físico
Un perro Pastor Caucásico bien criado debe ser un animal saludable, de huesos fuertes, complexión musculosa y temperamento estable.
Los temperamentos  calmados o muy agresivos son considerados serios defectos en un perro de esta raza. 
A pesar de ser generalmente saludables y longevos, los Pastores Caucásicos pueden padecer de displasia de cadera, obesidad y problemas cardíacos.
Las orejas del Pastor Caucásico han sido recortadas tradicionalmente, aunque en algunos ejemplares actuales se las deja intactas.
Aunque existen varios tipos de pelajes y colores dentro de esta raza, los ejemplares preferidos y permitidos en las exposiciones son aquellos perros con pelaje largo de color gris y manchas blancas. No se aceptan ejemplares negros con manchas de fuego en las exposiciones, a pesar de que estos existen.
La altura mínima es de 62,23 centímetros, sin limitación superior.
Dentro de esta raza se conocen dos tipos de perros: Montaña y Planicie. Los del segundo tipo tienen el pelaje más corto y son visualmente más altos debido a su complexión poco musculosa. Los del primer tipo tienen el pelaje más largo y son más musculosos. El peso de esta raza está entre los  45-70 kilogramos, mientras que su altura ronda los 63-75 centímetros.

## Temperamento
Poderoso y macizo, el Pastor Caucásico puede ser una raza de difícil crianza para un dueño sin experiencia, ya que solamente respeta y obedece a aquellos miembros de la familia que muestren su dominación sobre el animal. Generalmente son buenos con los niños, pero no los considerará como sus dueños. El perro desarrolla un fuerte enlace con su dueño, pero muy raramente será completamente sumiso y seguirá órdenes a ciegas, ya que un perro de esta raza principalmente confía en sus instintos, al punto de desobedecer las órdenes de su dueño en ciertas situaciones.
Una raza con un cortísimo tiempo de reacción y veloces reflejos de protección, ha sido injustamente descrita por algunos como "una bala perdida". Con un adecuado cuidado y entrenamiento, el perro es una mascota obediente y educada.
Siempre hable con el dueño antes de acariciar uno de estos perros, ya que no son "grandes osos de peluche" dispuestos a ser abrazados. Un Pastor Caucásico con buen temperamento simplemente dará un paso atrás y bajará su cabeza; esto es una buena señal, ya que estos perros no tienen el mismo temperamento que un Golden Retriever hacia otras personas.
En su tierra natal, el Ovcharka -alias Pastor Caucásico- es generalmente escondido dentro del rebaño de ovejas. Una manada de lobos (3 o 4) atacará las ovejas sin darse cuenta de la presencia del perro, que los atacará por sorpresa y puede enfrentarse a dos lobos a la vez. Su pelaje es grueso y está dispuesto en varias capas, lo cual evita que las mordidas de los lobos lo hieran.
Son animales fieles a su labor de protectores del rebaño y su familia, a los cuales defenderán ante cualquier amenaza en todo momento. Desgraciadamente, los Pastores Caucásicos son representados negativamente como perros peligrosos y violentos, cuando solamente reaccionan de tal manera al percibir una amenaza hacia su familia y hogar.

## Historia
Situada entre el mar Negro al oeste y el mar Caspio al este, la cordillera del Cáucaso representa un verdadero crisol cultural ya que es considerada por varias naciones como su lugar de origen desde tiempos remotos. Estas influencias aún son fuertes hoy y representan una rica fuente cultural, así como motivos de conflictos políticos.
Abarcando los territorios de Rusia, Armenia, Georgia y Azerbaiyán, la cordillera del Cáucaso también es el hogar de una de las más antiguas razas de molosos, como es el perro del Cáucaso.
En realidad, el término de "Perro Caucásico" debería aplicarse a un grupo de razas caninas y no solamente a una de ellas: existe una gran variedad de tipos entre los perros caucásicos a causa de sus lugares de origen, pero debido a la ignorancia de varios occidentales y al fuerte nacionalismo de los criadores rusos y prorrusos, en las exhibiciones y la literatura especializada, se favorece tan solo a un tipo de perro en detrimento de la verdad y otras variedades de esta raza.
El exótico nombre impropio de Ovcharka es muy popular en Occidente, gracias a los esfuerzos del Kennel Club Ruso, aunque al traducirse simplemente significa "Perro Pastor", haciéndolo poco popular e incluso ofensivo entre los pueblos no-rusos del Cáucaso y criadores.
Considerada una raza canina rusa, el Pastor Caucásico forma parte de "La Troika", un trío de perros pastores rusos reconocidos. Los otros dos miembros de este son el Pastor del sur de Rusia y el controvertido Pastor de Asia Central.
Aunque su primera aparición oficial en una exhibición occidental tuvo lugar durante los años 30 en Alemania, el Perro Caucásico ha existido desde tiempos remotos y así como otros molosos orientales, fue introducido a las líneas sanguíneas de varias razas caninas del mundo a través de la historia. El Altiplano Armenio fue una de las primeras cunas de la civilización y la aparición de perros con estas características está estrechamente ligada a esta zona. El Gampr armenio es considerado una variante del Pastor caucásico y aunque así fuese, es importante notar que esta raza tiene dos variedades distintas que se cree son mucho más antiguas que los modernos Pastores Caucásico y del Asia Central. Algunos creen que el Perro Caucásico es el resultado de cruzar el Gampr con perros de tipo spitz en la antigüedad, pero esta teoría no es muy popular.

## Tiempos modernos
Las principales líneas sanguíneas rusas de esta raza pueden trazarse desde Moscú, Ekaterimburgo, Tambov, Oremburgo, Magnitogorsk, Cheliábinsk, Novosibirsk, Donetsk, Lugansk, Ivánovo, Perm, Nizhny Nóvgorod y San Petersburgo, aunque todavía se pueden encontrar varias líneas sanguíneas diferentes en la cordillera del Cáucaso. En tiempos recientes, el término "aborigen" está siendo utilizado para describir viejas líneas sanguíneas montañesas no aptas para exhibiciones, pero es muy desorientante y frecuentemente es un truco publicitario de algunos criadores.
Incluso cuando la mayoría de perros del Cáucaso son híbridos funcionales resultantes del cruce de varios tipos, se pueden observar características distintivas en las variantes regionales. Por ejemplo:
- Los perros georgianos están divididos entre el tipo Mkinvartsveri Kazbek,de gran tamaño, pelo largo y frecuentemente multicolor, y el tipo Nagazi, más pequeños, de pelo semi-largo color gris y con hocicos más alargados. Pero también existe una raza diferente llamada en Georgia Tushetian Nagazi o Perro Pastor Caucásico Georgiano, la cual representa la población georgiana original de la raza, siendo los ejemplares blancos los más valiosos.
- Los perros del Daguestán son altos, de cabeza ancha y atléticos, su pelaje siendo siempre corto y multicolor.
- El tipo Astrakhan se encuentra en la región Kabardino-Balkaria y se cree que es el resultado del cruce entre el tipo ruso de exhibición y los antiguos perros circasianos y kazbekos, pero los molosos balkarios también tienen sus raíces en el Mastín Sármata.
- Los perros del Cáucaso Turco se dividen en cuatro tipos, siendo estos el Garban, el Akhaltsihnske el Circasiano y el perro Kars.

- El Garban (Gorban) de hocico corto, pelaje corto de color bayo, marrón y rojo con o sin marcas blancas y sumamente agresivo, es el resultado del cruce del Kangal y el Kars, así como del cruce de otros perros turcos con los perros armenios y kazbekos.
  - El tipo Akhaltsihnske fue creado a partir de cruces entre el Garban con la variedad georgiana Nagazi y posiblemente el Akbash turco, dando como resultado perros con pelo largo en colores enteros como blanco, bayo y gris. Se cree que la variedad circasiana es el resultado del cruce de los perros Kangal con los perros Cherkes introducidos a Turquía tras las guerras Ruso-Circasianas.
  - El perro Kars es una variedad estrechamente relacionada con la provincia Kars de la actual Turquía y actualmente es considerado una raza aparte. Los perros Gampr armenios usualmente son más pequeños que los perros georgianos, tienen un cuello más corto y una complexión más cuadrangular, al mismo tiempo permitiendo una gran variedad de colores, incluso marrón o negro.
- La variedad azerí Volkodav también tiene dos tipos, uno montañés con pelo largo y otro estepario con pelo corto, siendo ambos más pequeños que las varierdades georgianas y armenias, además de tener siempre máscaras negras.
- El resultado de cruzar perros del sur del Cáucaso con perros Sage Mazandarani y Kars turcos  es el Sage Ghafghazi iraní, un esbelto, poderoso y peludo mastín empleado como guardián de caravanas por los nómadas Shahsavan, que lo han criado desde el siglo XVII. Estos Pastores Caucásicos iraníes vienen en varios colores, tanto enteros como bicolores.
- También existe un raro mastín caucásico de pelo corto, conocido como el Volkodav Nor-Caucásico, que está en camino de ser reconocido como una raza aparte.

Hasta el legendario alano, considerado la clave de todas las razas de bulldogs, también es descendiente de esta familia de perros pastores del Cáucaso.
Como ya se mencionó más arriba, la mayoría de perros caucásicos son híbridos resultantes del cruce de variedades establecidas, así como con perros del Asia Central, haciendo que la variedad rusa para exhibición parezca un perro superior ante Occidente. Esto se debe en parte a las principales diferencias entre las costumbres occidentales y orientales: los perros son únicamente criados para trabajo en Oriente, mientras que en Occidente lo son principalmente para mascotas y exhibiciones. Las estirpes de pelea del Pastor Caucásico pueden tener sangre de algunas razas caninas europeas, que van desde ciertos mastines hasta Pit Bull Terriers y Bandogges. Pero estos cruces son una minoría dentro de esta raza. Los Molosos Caucásicos han sido utilizados durante siglos para proteger propiedades, vigilar ganado, matar lobos, cazar osos y para muchas otras labores. Pero en la actualidad, especialmente en Occidente, son empleados como mascotas y guardianes. Principalmente considerado un vigilante agresivo, el Pastor Caucásico es un guardián intimidante y comprometido sin igual. Generalmente el Pastor Caucásico es un perro con baja actividad, pareciendo letárgico cuando no está trabajando, pero sumamente ágil y convincente cuando siente que su familia es amenazada.
Aunque algunas estirpes son más agresivas que otras, todos los Pastores Caucásicos son muy territoriales y agresivos hacia otros perros, por lo cual necesitan una temprana y amplia socialización, así como un estricto, pero jamás forzado, adiestramiento. Esta antigua raza es buen perro de familia, pero no es lo mismo que tener un Terranova, un Boyero de Berna o un San Bernardo. Sus potenciales dueños deben estar muy bien informados sobre la historia de la raza y su temperamento, antes de empezar a criar un perro Pastor Caucásico.
A nivel americano el Pastor Caucásico es una raza admirada y muy funcional en el extremo país de Chile ya que resulta eficaz para la guardia fronteriza en cuanto a contrarrestar el ataque de los dogos argentinos que ingresan con cazadores por la zona centro y sur del país para cazar pumas (especie protegida en dicho país).
Lo que facilita la detención y expulsión de dichas personas y la expropiación del dogo, lo cual ha levantado una nueva apreciación en cuanto a canes ya que son pocas las razas que pueden dejar fuera de combate al Dogo Argentino.